# Brotogeris cyanoptera
Brotogeris cyanoptera là một loài chim trong họ Psittacidae.